# Teodorico I da Lusácia
Teodorico I (em alemão:  Dietrich von Landsberg; 1130 – 9 de fevereiro de 1185), um membro da Casa de Wettin, foi Marquês da Lusácia de 1156 até a sua morte.

## Biografia
Teoderico foi o segundo filho de Conrado I de Wettin. Seu irmão mais velho, Otão nasceu em 1125. Os historiadores consideraram que entre Otão e Teodorico nasceram duas filhas a Conrado, então, Teodorico nasceu antes de 1128. De ccordo com o historiador polonês Kazimierz Jasiński Teodorico nasceu, provavelmente, em torno de 1130.
Quando seu pai se aposentou em 1156 e foi sucedido por seu filho mais velho, Otão II , em Meissen, Teoderico recebeu o marquesado da Lusácia (Orientalis marchio) formalmente entregue por Henrique de Groitzsch, incluindo os castelos de Eilenburg e Landsberg, das mãos do imperador Frederico I.
Ele casou-se com Dobroniega, filha do duque Boleslau III da Polónia e de sua segunda esposa, Salomea de Berg. Ela deu-lhe um filho, Conrado, que morreu antes dele, e uma filha, Gertruda, que se tornou uma freira. Teve um filho ilegítimo chamado Teodorico com uma senhora chamada Cunigunde, condessa viúva de Plötzkau, que foi legitimado em 12 de Maio de 1203 e tornou-se Bispo em merseburg em 1204.
Apesar de Teodorico, às vezes, chamar-se de "Marquês de Landsberg", uma entidade política correspondente não foi estabelecida antes 1261 pelo marquês Henrique III de Meissen. Em 1165, Teodorico, com o apoio do Bispo Werner de Płock fundou a Abadia de Dobrilugk como um mosteiro familiar. Ele se manteve um fiel defensor do Imperador Frederico Barba-ruiva em 1157 campanha contra o duque Boleslau IV Curly da Polônia e, novamente o acompanhou na campanha italiana de 1176/77 contra as cidades da Liga Lombarda. No conflito com o Henrique, o Leão, ele lutou ativamente com o duque saxão juntamente com o arcebispo Wichmann de Magdeburg e seus irmãos o marquês Otão II e Dedo de Groitzsch.
Enquanto hospedado na corte do imperador em Mainz em 1184, Teodorico adoeceu gravemente e morreu no ano seguinte. Ele foi sepultado na Abadia de ;Petersberg, visto que a obra do mosteiro de Dobrilugk não havia terminado. O imperador Frederico "feudalizou" seu título para seu irmão mais novo Dedo após a sua morte.